# ياكوفليف ياك-50 (1975)

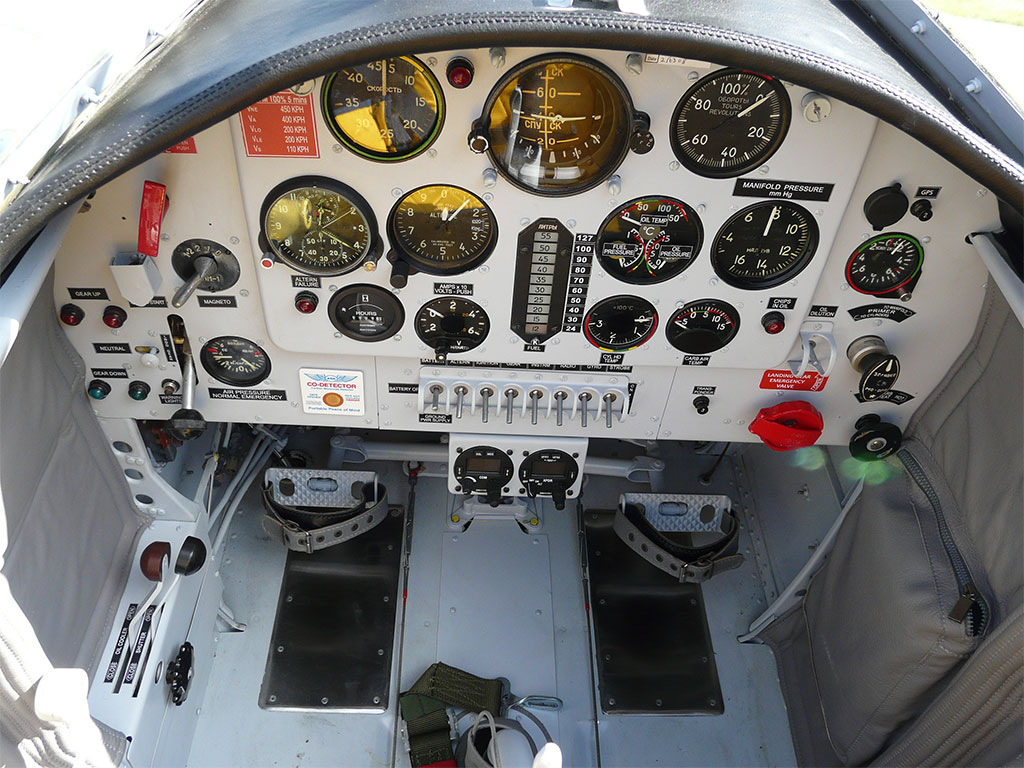
قمرة القيادة

ياكوفليف ياك-50 (الروسية
: Яковлев Як-50
) هي طائرة بهلوانية ذات مقعد واحد مصنوعة بالكامل من المعادن و بجناح منخفض أحادي السطح مع قابلية لسحب العجلات وبذيل مكشوف. 
للياك 50 صفات استثنائية تسمح لها بالتعامل بفعالية خلال الطيران وذلك يعود إلى النسبة عالية بين القوة إلى الوزن. أنها جسم قاسي لكنه ورشيق. لهذا، ربحت الطائرة بطولة العالم للطيران البهلواني مرتين. تستخدم كطائرة تدريب عسكرية في العديد من البلدان.

## المشغلون
- قوات المتطوعين السابقين الليتوانيين
- قوات المتطوعين السابقين الروسية
- قوات المتطوعين السابقين الأوكرانية
- قوات المتطوعين السابقين